# 拓跋儒
拓跋儒（？—557年4月2日），原姓元，字子仁，河南郡洛阳县（今河南省洛阳市东）人，西魏文帝元宝炬第九子，生母席晖华，西魏宗室。
大统十六年（550年）夏四月，元宝炬封拓跋儒为燕王。西魏恭帝三年（556年），拓跋儒被封为燕郡公。周孝闵帝宇文觉元年（557年）二月十八日，拓跋儒去世，周明帝宇文毓二年九月三十日（558年10月27日）葬于小陵原。
拓跋儒去世同日，太傅、楚国公赵贵因谋杀权臣宇文护事泄被诛，其兄拓跋宁也去世，故西安碑林博物馆的校注者认为拓跋宁、拓跋儒等西魏宗室系因被赵贵牵连而遭宇文护所害。